# Dorfkirche Keller

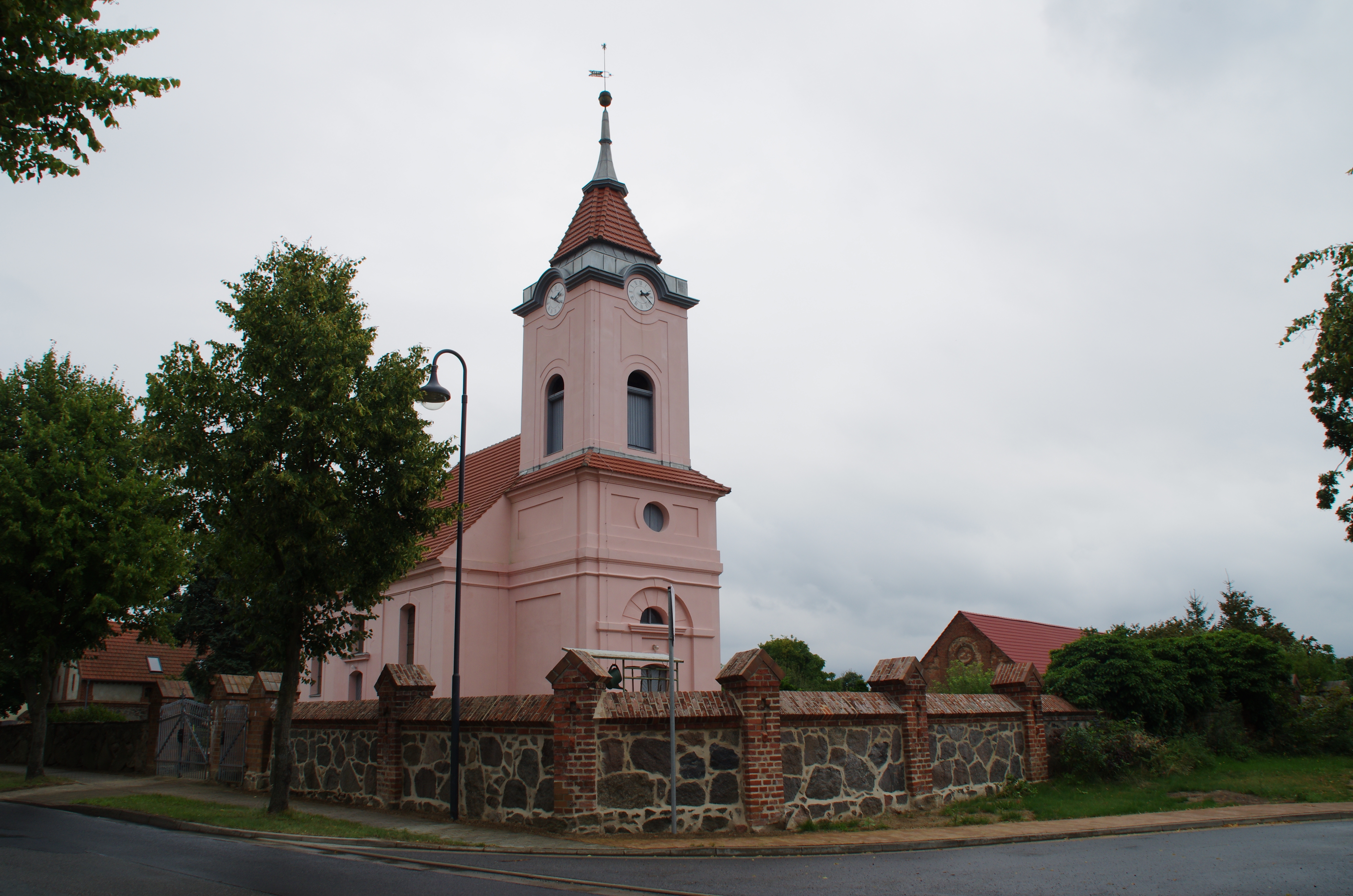
Die Kirche von Nordwesten

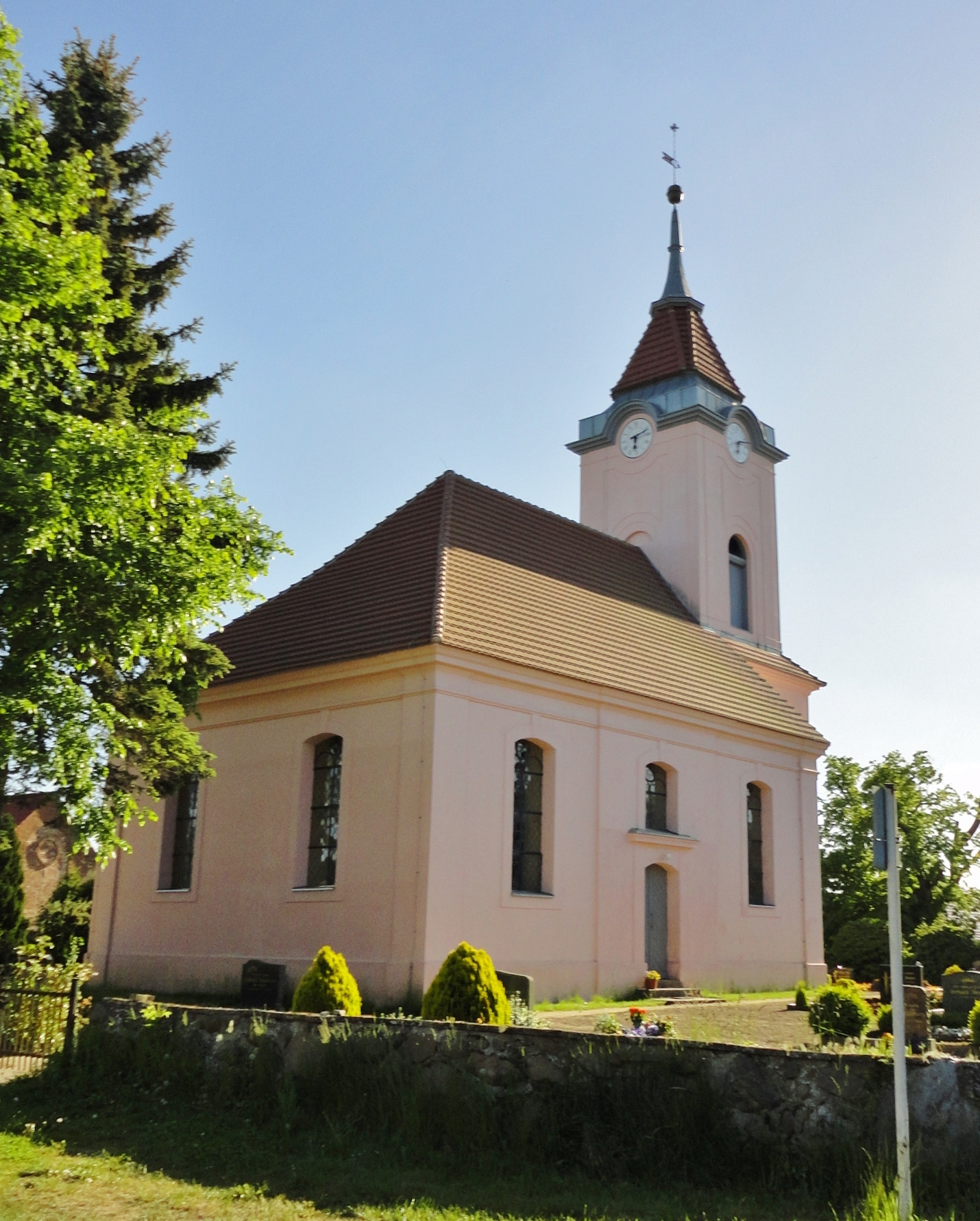
Die Kirche von Nordosten

Die evangelische Dorfkirche Keller ist eine Kirche in Keller, einem Ortsteil der Gemeinde Lindow (Mark) im Landkreis Ostprignitz-Ruppin in Brandenburg. Die Dorfkirche befindet sich in der Dorfmitte und ist vom Kirchhof umgeben. Die Kirche steht als Baudenkmal unter Denkmalschutz.

## Geschichte
Die heutige Kirche wurde im Jahre 1743 an der Stelle eines Vorgängerbaus errichtet. Über den Vorgängerbau ist nichts bekannt. Keller als Mutterkirche wurde das erste Mal im Jahre 1541 mit zwei Pfarrhufen erwähnt. Ab 1602 wohnte der Pfarrer in Lindow, Keller war Tochterkirche ab 1757. Es gehörte damals zur Superintendentur Lindow-Gransee, heute ist es Teil des Kirchenkreises Gransee. Das Patronatsrecht lag erst beim Nonnenkloster Lindow, ab 1541 bei dem Amt Lindow und ab 1764 beim Amt Alt Ruppin.
Renovierungen wurden von 1829 bis 1832 geplant, über die Ausführung ist nur bekannt, dass der Turmhelm instand gesetzt werden sollte. Im Jahre 1864 wurde eine weitere Renovierung abgeschlossen. Bei dieser Renovierung sind wohl die Fenster mit Eisensprossen eingesetzt worden. Das Äußere wurde 1892 einer Erneuerung unterzogen, im gleichen Jahr wurde die Turmuhr eingebaut. Bis 1985 wurden Turm und Dach der Kirche repariert. Im Jahre 2003 wurde der Turm erneuert.

## Beschreibung
Die Kirche ist ein Saalbau mit einem rechteckigen Grundriss. Das Dach ist im Osten abgewalmt, im Westen befindet sich ein eingezogener Turm. Der Turm hat einen quadratischen Grundriss. Das Gebäude ist verputzt, die Fassade ist im barocken Stil gegliedert. An den Ecken befinden sich Lisenen. An den mittleren Fenstern befinden sich Risalite. Die Fassade unter der Traufe ist mit Gesims und Friesstreifen gestaltet. Der Eingang befindet sich an der Nordseite in der mittleren Achse. Der Turm ist in drei Geschosse geteilt. Im unteren Geschoss befindet sich an der Westseite ein Portal. Das Dach ist ein Zeltdach, der Abschluss ist achteckig. Auf dem Abschluss befindet sich ein geschweifter Aufsatz.
Im Inneren befindet sich eine Putzdecke mit Voute.

## Ausstattung
Der Kanzelaltar stammt aus dem Jahr 1744. Er besteht aus einem hölzernen Aufbau mit einem polygonalen Korb und einem kuppelförmigen Schalldeckel. Der Altartisch steht etwas abseits. Die Taufe stammt laut einer Inschrift aus dem Jahr 1959. Die Orgel wurde 1883 von Hollenbach aus Neuruppin erbaut. Dabei wurden Teile einer Orgel von Lütkemüller verwendet. Im Jahre 1967 wurde die Orgel von W. Sauer repariert. Der Orgelprospekt ist fünfteilig, mit Pilastern gegliedert und befindet sich auf der Hufeisenempore.
Das Gestühl aus Holz wurde im 18. Jahrhundert in die Kirche verbaut, es ist in vier Blöcke geteilt.
In der Kirche befinden sich zwei Gedenktafeln. Eine aus Holz ist für die Gefallenen der Befreiungskriege von 1813 bis 1815 und eine aus Stein für die Gefallenen des Ersten Weltkrieges. Die Glocke ist aus Gussstahl und wurde 1931 gegossen.